# Costa (Aranga)
Costa (llamado oficialmente A Costa) es un lugar español actualmente despoblado, que forma parte de la parroquia de Muniferral, del municipio de Aranga, en la provincia de La Coruña, Galicia.